# Вирава
Вирава (словац. Výrava) — село в Словаччині, Меджилабірському окрузі Пряшівського краю. Розташоване в північно-східній частині Словаччини біля кордону з Польщею.

## Історія
Давнє лемківське село. Уперше згадується у 1557 році.

## Пам'ятки
У селі є греко-католицька церква святого Архангела Михайла з 1780 року в стилі бароко, перебудована в 1863 році в стилі класицизму, разом з дзвіницею з 1963 року національна культурна пам'ятка та православна церква Успіння Пресвятої Богородиці з 20 століття.

## Населення
| Рік:            | 1994. | 2004.   | 2014.    | 2024.   |
| --------------- | ----- | ------- | -------- | ------- |
| Кількість осіб: | 157   | 156     | 188      | 186     |
| Різниця:        |       | -0,63 % | +20,51 % | -1,06 % |

| Рік:            | 2023. | 2024.   |
| --------------- | ----- | ------- |
| Кількість осіб: | 185   | 186     |
| Різниця:        |       | +0,54 % |

В селі проживає 170 осіб.
Національний склад населення (за даними останнього перепису населення — 2001 року):
- русини — 50,00 %
- словаки — 36,81 %
- цигани (роми) — 6,94 %
- українці — 3,47 %
- угорці — 0,69 %
- чехи — 0,69 %

Склад населення за приналежністю до релігії станом на 2001 рік:
- греко-католики — 49,31 %,
- православні — 31,94 %,
- римо-католики — 13,19 %,
- не вважають себе віруючими або не належать до жодної вищезгаданої церкви — 4,86 %.

## Відомі люди
Народилися:
- Врабель Михайло Андрійович (1866—1923) — український педагог, фольклорист, журналіст, книговидавець.
- Дацей Василь Васильович (* 1936) — український поет, прозаїк.